# Farbklang
Ein Farbklang ist eine Kombination aus mehreren Farben, die bei gleicher Helligkeit und Farbqualität in einer definierten Beziehung zueinander stehen.
Farbklänge wirken harmonisch und dennoch kontrastreich. Sie lassen sich gut dazu benutzen, unterschiedliche Sachverhalte, die nicht im Kontrast zueinander stehen, klar zu unterscheiden. Optimale Farbklänge werden durch die Verbindung von ein oder zwei Grundfarben und ihren Abstufungen, die sich gegenseitig steigern, erzielt. Der Nuancenreichtum ist dabei das entscheidende Merkmal der harmonisch-stimmigen Wirkung von Farbklängen.
Farbklänge haben die Eigenschaft, dass ihr Abstand zueinander im Farbsechseck gleich ist. Sie lassen sich zusammenstellen, indem man gleichseitige Flächen, zum Beispiel Dreiecke oder Quadrate über das Farbsechseck legt. Die Eckpunkte der Flächen zeigen dann auf die Farbtöne eines Farbklangs; bei einem Dreieck oder Quadrat auf die Komponenten eines Farbdrei- bzw. Farbvierklangs.